# 维克托·巴兰尼科夫
维克托·帕夫洛维奇·巴兰尼科夫（俄語：Виктор Павлович Баранников，羅馬化：Viktor Pavlovich Barannikov，1940年10月20日—1995年7月21日）苏联和俄罗斯政治家，生于滨海边疆区，曾担任俄罗斯苏维埃联邦社会主义共和国内政部长（1990-1991年），苏联末任内政部长 （1991），俄罗斯联邦安全部长（1992-1993），第二任俄罗斯陆军上将（1992年5月）。1991年八一九事件期间，负责防守莫斯科白宫。